# Odontohydrobia
Odontohydrobia is een geslacht van uitgestorven weekdieren uit de klasse van de Gastropoda (slakken).

## Soorten
- Odontohydrobia bathyomphalus Pavlović, 1927 †
- Odontohydrobia clessini Pavlović, 1927 †
- Odontohydrobia cryptodonta Jekelius, 1944 †
- Odontohydrobia dacica Jekelius, 1932 †
- Odontohydrobia groisenbachensis Neubauer & Harzhauser in Harzhauser et al., 2012 †
- Odontohydrobia leobersdorfensis (Papp, 1953) †
- Odontohydrobia pompatica Harzhauser & Neubauer in Harzhauser et al., 2012 †
- Odontohydrobia ranojevici Pavlović, 1927 †
- Odontohydrobia styriaca Harzhauser & Neubauer in Harzhauser et al., 2012 †
- Odontohydrobia wagneri Pavlović, 1927 †